# 高田神社 (飛騨市)
高田神社（たかたじんじゃ）は、岐阜県飛騨市（旧吉城郡古川町）にある神社。
飛騨国荒城郡の式名社の高田神社の論社である（別の論社は貴船神社）。

## 沿革
創建時期は不明。一説では敏達天皇6年（577年）、飛騨国に「日奉部」が置かれさい、その伴造が高魂命を祀ったのが最初という。
建武の新政に功績のあった姉小路家綱は、建武元年（1334年）に飛騨国司に任命される。家綱はこの高田神社を崇敬し、隣接して館を設け飛騨の政治の中枢となる。しかし、姉小路氏が金森長近により滅亡すると衰退する。
江戸時代は「白山社」「白山権現宮」に改称される。文化年間に吉田家により白山社が式内社高田神社であることが確認され、高田神社に改称する。しかし、正式に式内社高田神社と称することが認められたのは明治3年（1870年）のことである。
明治40年（1907年）、諏訪神社、多度神社、加茂神社を合祀する。

## 祭神
- 主神

高魂命
- 合祀

白山比咩命
建御名方命
賀茂別雷命
天津彦根命

## 例祭
見所は神楽獅子、火縄銃発砲、神輿行列である。
- 神楽獅子
  - 二人一組による雌雄二組の獅子舞で、演目6種ある。岐阜県の重要無形民俗文化財に指定されている[1]。例祭では数回行なわれる。
- 火縄銃発砲
  - 例祭の要所要所で行なわれ、神域を清める。火縄銃は戦国時代、姉小路時光（小島時光）が奉納したものと伝えられる。
- 神輿行列
  - 榊、天狗を先頭に、鎧武者、鶏闘楽、雌雄獅子、太鼓、笛、巫女、神輿と続く総勢数百名の行列。

## 文化財
県指定重要無形民俗文化財
- 高田神社の神楽獅子[1]

市指定有形文化財
- 高田神社のかぶと[2]
- 高田神社随神像[2]

市指定天然記念物
- 高田神社の大五本スギ[2]

## 交通アクセス
- 高山本線杉崎駅より約2km